# Project for the New American Century
Das Project for the New American Century (PNAC; deutsch Projekt für das neue amerikanische Jahrhundert) war eine neokonservative amerikanische Denkfabrik mit Sitz in Washington, D.C. Es wurde im Frühjahr 1997 als nicht kommerzielle Ausbildungsorganisation mit dem Ziel gegründet, für weltweite Führerschaft der Vereinigten Staaten von Amerika zu werben. Es befand sich im selben Gebäude wie das American Enterprise Institute und wurde im Jahr 2006 aufgelöst. 2009 gründete man als Nachfolgeorganisation die Foreign Policy Initiative.

## Allgemeines
Das PNAC war inner- und außerhalb der USA umstritten. Kritiker argwöhnten, die Denkfabrik verfolge zum Nachteil anderer Staaten rein US-amerikanische Interessen und strebe eine Vorherrschaft der USA in der Weltpolitik an (Pax Americana) – und betreibe dafür umfangreiche Lobbyarbeit unter Politikern. Das PNAC nannte seine Vorgehensweise, umfangreiche politische Konzepte für Parlamentarier so zu straffen, dass sie in eine Aktentasche passen, brief case test.
Die meisten der Ideen und Mitglieder des PNAC standen mit der politischen Schule des Neokonservativismus in Verbindung. Einer der wichtigsten Protagonisten der Denkfabrik war lange Zeit sein Mitbegründer Richard Perle. Der öffentlichkeitswirksamste Wortführer war daneben der zeitweise in Brüssel lebende Journalist Robert Kagan, der nunmehr auch dem Vorstand der Foreign Policy Initiative angehört.
Das Projekt stellte eine Initiative des New Citizenship Project dar, einer nichtkommerziellen Organisation gemäß den Bestimmungen von USC 26 § 5013 (in welchem festgelegt ist, was die Voraussetzungen für diesen Status sind), die von der Bradley Foundation finanziert wird.

## Thesen
Das PNAC vertrat unter anderem folgende Thesen:
- US-amerikanische Führerschaft ist sowohl gut für die Vereinigten Staaten von Amerika als auch für die ganze Welt.
- Eine solche Führerschaft erfordert militärische Stärke, diplomatische Energie und Hingabe an moralische Prinzipien.
- Eine multipolare Welt hat den Frieden nicht gesichert, sondern stets zu Kriegen geführt.
- Die Regierung der Vereinigten Staaten soll Kapital schlagen aus ihrer technologischen und wirtschaftlichen Überlegenheit, um durch Einsatz aller Mittel – einschließlich militärischer – unangefochtene Überlegenheit zu erreichen.

Wenn Diplomatie gescheitert sei, seien Militäraktionen ein akzeptables und nötiges Mittel. Das PNAC befürwortet die weltweite Errichtung dauerhafter eigener Militärstützpunkte, um die USA weitestgehend unangreifbar zu machen. Als „Weltpolizist“ (bzw. „Welt-Ordnungs-Hüter“) hätten die Vereinigten Staaten die Macht, in einer chaotischen „hobbesianischen“ Welt für die Einhaltung von Recht und Gesetz gemäß den von den USA gesetzten Maßstäben zu sorgen – wenn es sein muss, auch ohne Absprache mit oder Rücksichtnahme auf Verbündete und andere supranationale Organisationen, Verträge und sonstige Rechtsverbindlichkeiten (Unilateralismus). Darin sehen alle Kritiker einen klaren geschichtlichen Rückfall hinter die mühselig errungenen Fortschritte im Völkerrecht seit dem Westfälischen Frieden.
Das PNAC und seine Mitglieder haben schon frühzeitig unter anderem die Kündigung des mit der Sowjetunion geschlossenen ABM-Vertrages gefordert. Das PNAC schlug außerdem vor, „die neuen internationalen Gemeinschaftssphären, Weltraum und virtuelle Welt, zu kontrollieren und den Weg für eine neue Militärgattung – die U.S. Space Forces – mit dem Auftrag, den Weltraum zu kontrollieren, freizumachen“.
Im September 2000 publizierte das PNAC einen 80-seitigen Bericht mit dem Titel „Rebuilding America's Defenses: Strategies, Forces, And Resources For a New Century“. Diese Forderung zur Fortsetzung des unter Ronald Reagan begonnenen „Star Wars“-Projekts SDI war Gegenstand zahlreicher Analysen und zog viel Kritik auf sich.

## Mitglieder
Vorsitzender des PNAC war der Publizist William Kristol. Mitglieder waren unter anderem auch Mitglieder der Bush-Regierung:
- Dick Cheney, Vizepräsident (2001–2009)
- Donald Rumsfeld, Verteidigungsminister (1975–1977, 2001–2006)
- Paul Wolfowitz, stellvertretender Verteidigungsminister (2001–2005), Weltbank-Direktor (2005–2007)
- Richard Armitage, Vize-Außenminister (2001–2005)
- Richard Perle, Präsidentenberater (2001–2003)
- John R. Bolton, Botschafter bei den Vereinten Nationen (2005–2006)
- Lewis Libby, Stabschef des Vizepräsidenten (2001–2005)
- William J. Bennett, Direktor der Drogenaufsichtbehörde (1989–1991)
- Zalmay Khalilzad, Botschafter in Afghanistan (2003–2005), im Irak (2005–2007), bei den Vereinten Nationen (2007–2009)

Zu den weiteren Mitglieder gehörten Jeb Bush, der ehemalige Gouverneur von Florida und Bruder des Ex-Präsidenten George W. Bush, der ehemalige CIA-Direktor James Woolsey sowie der Politologe Francis Fukuyama. Caspar Weinberger war bis zu seinem Tod Mitglied von PNAC, der Investmentbanker John Lehman war ebenfalls Mitglied von PNAC.
Einige der Mitglieder wurden, unter anderem wegen ihrer Befürwortung militärischer Konfliktregulierung, oftmals als „Falken“ bezeichnet.
Als Executive Director des PNAC fungierten die mit mehreren Publikationen aufgetretenen Geheimdienst-Experten Gary Schmitt, Eliot A. Cohen, Autor des Buches: Soldier, Statesman and Leadership in Wartime, und Thomas Donnelly, mittlerweile vom Rüstungskonzern Lockheed Martin eingestellt. Zu den Unterzeichnern des Statement of Principles des PNAC gehörte 1997 auch Steve Forbes, Herausgeber des Forbes Magazine. Dov S. Zakheim war der Rechnungsprüfer des Pentagons und konnte die am 10. September 2001 von Donald Rumsfeld öffentlich in seiner Rede als „nicht zuordenbar“ bezeichneten 2,3 Billionen Dollar bis zum 20. Februar 2002, laut einer Veröffentlichung des Department of Defense, auf 700 Milliarden Dollar reduzieren. Er arbeitete für die System Planning Corporation, die unter anderem Flugleitsysteme entwickelte und produzierte.

## Diskussion und Kontext
Kritiker des PNAC betrachten „Rebuilding America’s Defenses“ als ein Manifest, das die Grundlinien eines neuen ehrgeizigen Planes zur Etablierung eines neuartigen Imperialismus aufzeigt. Die Geopolitik darin sei offen von der Energiepolitik der USA bestimmt (Erdöl).
Befürworter hingegen argumentieren, dass die darin entwickelten politischen Entwürfe nicht grundsätzlich von dem abwichen, was andere konservative außenpolitische Analysten in den USA schon seit längerem vorschlügen. Einen hegemonialen Führungsanspruch hätten alle Weltmächte. Einige Befürworter begrüßen den zum Ausdruck kommenden Hegemonialanspruch ausdrücklich.
Einen Angriff auf den Irak hatte das PNAC schon länger gefordert. So heißt es 1998 in einem Brief an den damaligen US-Präsidenten Bill Clinton:

“We urge you to […] enunciate a new strategy that would secure the interests of the U.S. and our friends and allies around the world […] That strategy should aim, above all, at the removal of Saddam Hussein's regime from power.”

„Wir bitten Sie dringend darum, eine neue Strategie zu verkünden, die die Interessen der Vereinigten Staaten und ihrer Freunde und Alliierten wahrt. Ziel dieser Strategie sollte vor allem sein, Saddam Husseins Regime von der Macht abzulösen.“

Das PNAC steht im Kontext geopolitischer Überlegungen für die US-Außenpolitik und knüpfte explizit an die Wolfowitz-Doktrin an. Ähnliche Überlegungen äußerte auch Zbigniew Brzeziński in seinem Werk The Grand Chessboard, wenn auch bei ihm die militärische Komponente weniger im Fokus steht. Grundgedanke ist die Sicherung und Erweiterung der US-Hegemonie nach dem Ende des Kalten Krieges. Kritiker werfen vor einen neuen Kalten Krieg geplant zu haben und imperiale Interessen zu verfolgen. Unter anderem Historiker wie Howard Zinn oder Emmanuel Todd stützen diese These, aber auch Angehörige aus Militär und Regierung. Beispiele hierfür seien General Wesley Clark oder Colonel Lawrence Wilkerson. Da nach Wilkerson zunächst ein neuer Kalter Krieg gegen China vor „9/11“ nicht machbar war, erläutert Clark wie diese Pläne nach „9/11“ unter dem Deckmantel des „Krieges dem Terror“ umgesetzt wurden und „Regime Change“ in verschiedenen Ländern, wie Irak oder Iran, die oberste Priorität war um die Einflusssphären und Kontrolle (auch im Bereich Informationstechnologie, siehe Full-spectrum dominance) zu erweitern. Diese Ansicht unterstützten auch die Whistleblower Julian Assange, Edward Snowden und Daniel Ellsberg.